# Metacrisiodes ochropasa
Metacrisiodes ochropasa là một loài bướm đêm thuộc phân họ Arctiinae, họ Erebidae.